# The Best of Village People
The Best of Village People es un álbum recopilatorio de la agrupación estadounidense Village People, publicado en 1994 por Casablanca Records.

## Lista de canciones
1. "Y.M.C.A."
2. "Macho Man"
3. "Can't Stop the Music"
4. "San Francisco (You've Got Me)"
5. "In Hollywood (Everybody is a Star)"
6. "Ready for the 80's"
7. "Key West"
8. "In the Navy"
9. "Fire Island"
10. "Go West"
11. "Village People"
12. "Hot Cop"
13. "In the Navy" (versión de 1979)
14. "Y.M.C.A." (versión de 1978)